# أخدرية وبرية
أخدرية وبرية (الاسم العلمي: Oenothera pubescens) هو نوع نباتي يتبع جنس الأخدرية من الفصيلة الأخدرية.